# Sesvete, Zagreb
Sesvete so naselje na Hrvaškem, ki upravno spada pod Mesto Zagreb. Je največje in najmlajše (čeprav ima zelo staro jedro) satelitsko naselje Zagreba, ki leži na vzhodu upravnega področja glavnega mesta (ni pa del naselja Zagreb) ter sedež največje od njegovih 17 četrti, tako po površini (163 km2), kot po prebivalstvu (70.800). Samo naselje Sesvete pa ima po zadnjem popisu (2021) 55.000 prebivalcev. Večina je priseljencev iz BiH in drugih delov Hrvaške, medtem ko je staroselcev le okoli 20.000, zato je najhitreje rastoče zagrebško naselje. Ozemeljsko-urbanistično se skoraj stika z zagrebško četrtjo oz. mestnim naseljem Dubrava, vključuje pa precej podeželja v okolici.

## Demografija
| Pregled števila prebivalcev po letih | Pregled števila prebivalcev po letih | Pregled števila prebivalcev po letih | Pregled števila prebivalcev po letih | Pregled števila prebivalcev po letih | Pregled števila prebivalcev po letih | Pregled števila prebivalcev po letih | Pregled števila prebivalcev po letih | Pregled števila prebivalcev po letih | Pregled števila prebivalcev po letih | Pregled števila prebivalcev po letih | Pregled števila prebivalcev po letih | Pregled števila prebivalcev po letih | Pregled števila prebivalcev po letih | Pregled števila prebivalcev po letih | Pregled števila prebivalcev po letih |        |
| ------------------------------------ | ------------------------------------ | ------------------------------------ | ------------------------------------ | ------------------------------------ | ------------------------------------ | ------------------------------------ | ------------------------------------ | ------------------------------------ | ------------------------------------ | ------------------------------------ | ------------------------------------ | ------------------------------------ | ------------------------------------ | ------------------------------------ | ------------------------------------ | ------ |
| 1857                                 | 1869                                 | 1880                                 | 1890                                 | 1900                                 | 1910                                 | 1921                                 | 1931                                 | 1948                                 | 1953                                 | 1961                                 | 1971                                 | 1981                                 | 1991                                 | 2001                                 | 2011                                 | 2021   |
| 1047                                 | 1224                                 | 1345                                 | 1611                                 | 1863                                 | 1915                                 | 2102                                 | 2505                                 | 2898                                 | 3522                                 | 5815                                 | 15683                                | 28340                                | 35337                                | 44914                                | 54085                                | 55.000 |